# Kalhu

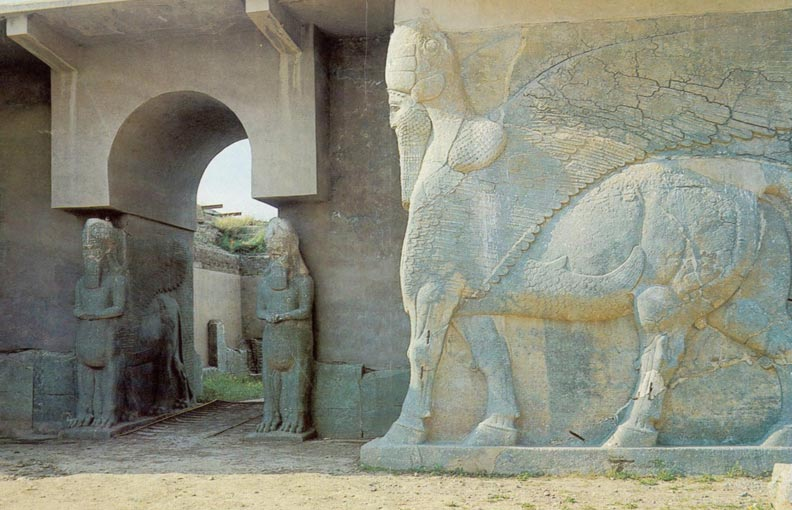
Kalchu – lamassu strzegące wejścia do pałacu królewskiego

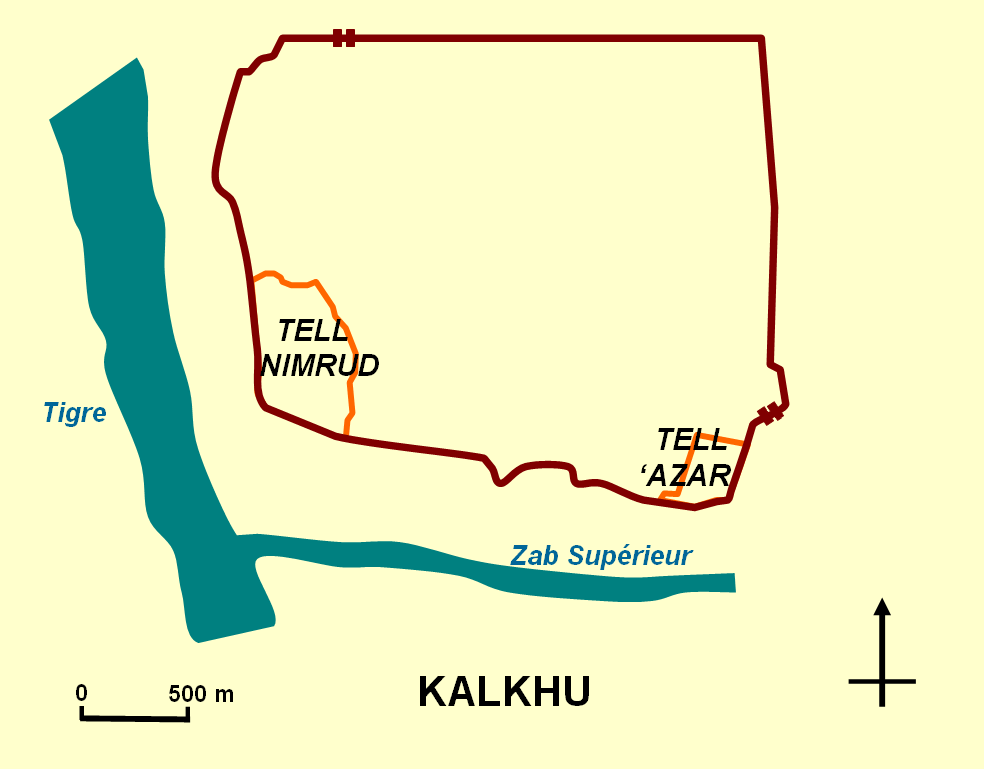
plan miasta Kalchu z zaznaczonym przebiegiem murów oraz wzgórzami Tell Nimrud (rezydencja królewska) i Tell 'Azar (arsenał)

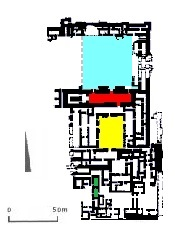
plan pałacu Aszurnasirpala II w Kalchu (na niebiesko zaznaczono dziedziniec w części ceremonialnej pałacu, na czerwono salę tronową, na żółto dziedziniec wewnętrzny w części prywatnej pałacu)

Kalhu, Kalchu (asyr. Kalḫu), biblijne Kalach – starożytne miasto w północnej Mezopotamii, na wschodnim brzegu rzeki Tygrys, w IX i VIII w. p.n.e. stolica imperium asyryjskiego. Obecnie stanowisko archeologiczne Nimrud (Nimrūd) w muhafazie Niniwa w północnym Iraku, ok. 30–35 km na południowy wschód od miasta Mosul.

## Historia
Stanowisko Nimrud zasiedlone było już w czasach prehistorycznych, ale o tych najwcześniejszych fazach zasiedlenia wciąż wiadomo jest bardzo niewiele. Na początku III tys. p.n.e. znajdowała się tu już najprawdopodobniej osada, ale jej rozmiary i charakter pozostają nieznane. Na powierzchni stanowiska odnaleziono fragmenty ceramiki należącej do kultury Niniwa 5 (1 połowa III tys. p.n.e.), a w jednym z wykopów odkryto grób skrzynkowy datowany na ok. 1750 r. p.n.e.
Miasto Kalhu założone zostało najprawdopodobniej ok. 1280 r. p.n.e. Teksty z XIII w. p.n.e. wskazują, iż już wówczas odgrywało ono ważną rolę jako jedno z centrów administracyjnych państwa asyryjskiego. O mieście z okresu średnioasyryjskiego nie wiadomo wiele, gdyż archeolodzy prowadzący wykopaliska w Nimrud skupili swą uwagę przede wszystkim na przebadaniu miasta z okresu nowoasyryjskiego.
Około 878 r. p.n.e. asyryjski król Aszurnasirpal II (883–859 p.n.e.) uczynił Kalhu stolicą państwa i rozpoczął w tym mieście zakrojony na szeroką skalę program budowlany. Na jego rozkaz wzniesiony został nowy mur miejski, królewski pałac oraz dziewięć świątyń (położenie trzech z nich ustalono dzięki pracom wykopaliskowym). Mur miejski o długości ok. 7,5 km, wzniesiony z cegły mułowej, otaczał obszar o powierzchni ok. 360 ha. Wewnątrz miasta znajdowała się otoczona własnym murem obronnym cytadela, zajmująca powierzchnię ok. 20 ha. Kalhu pozostało stolicą do roku 707 p.n.e., kiedy to Sargon II (722–705 p.n.e.) uczynił Dur-Szarrukin nową stolicą Asyrii. Pomimo utraty statusu stolicy Kalhu pozostało ważnym miastem, a późniejsi władcy asyryjscy, jak np. Asarhaddon (680–669 p.n.e.), prowadzili tu prace budowlane. Medowie i Babilończycy zdobyli najprawdopodobniej Kalhu w okresie pomiędzy 614 a 612 r. p.n.e.

## Prowincja Kalhu
Miasto Kalhu już w okresie średnioasyryjskim było stolicą asyryjskiej prowincji o tej samej nazwie. Począwszy od czasów panowania Aszurnasirpala II (883–859 p.n.e.) gubernatorzy Kalhu zaczynają być wymieniani w asyryjskich listach i kronikach eponimów jako urzędnicy limmu. Działalność gubernatorów Kalhu w okresie od końca IX w. p.n.e. aż do panowania Tiglat-Pilesera III (744–727 p.n.e.) jest dobrze udokumentowana w różnego rodzaju tekstach pochodzących z Kalhu. Znany jest edykt królewski, w którym Aszurnasirpal II mianuje Nergal-apil-kumuę, gubernatora Kalhu, zarządcą królewskiego pałacu. Szamasz-belu-usur, gubernator Kalhu za rządów Salmanasara III (858–824 p.n.e.), rozkazał wykonać w ekal mašarti („Pałacu przeglądów wojskowych”) kamienną podstawę pod tron królewski. Bel-tarsi-iluma, gubernator Kalhu za rządów Adad-nirari III (810–783 p.n.e.) znany jest z własnych inskrypcji odkrytych w Kalhu. Do naszych czasów zachowały się pieczęcie lub odciski pieczęci jego i trzech kolejnych gubernatorów Kalhu. Gubernatorzy i prowincja Kalhu wymieniani są w jednym z edyktów Adad-nirari III, w listach z korespondencji królewskiej Sargona II oraz listach i dokumentach administracyjnych z czasów Asarhaddona.
Asyryjscy gubernatorzy Kalhu znani z asyryjskich list i kronik eponimów:
- Nergal-apil-kumua – pełnił urząd eponima w 873 r. p.n.e.[8][7];
- Szamasz-belu-usur – pełnił urząd eponima w 864 i 851 r. p.n.e.[8][7];
- Hubaju – pełnił urząd eponima w 829 r. p.n.e.[8][7];
- Bel-tarsi-iluma – pełnił urząd eponima w 797 r. p.n.e.[8][7];
- Aszur-belu-usur – pełnił urząd eponima w 772 r. p.n.e.[8][7];
- Bel-dan – pełnił urząd eponima w 744 i 734 r. p.n.e.[8][7];
- Aszur-bani – pełnił urząd eponima w 713 r. p.n.e.[8][7]

## Kalendarium wykopalisk w Kalchu
- 1820 – Claudius James Rich odwiedza Nimrud
- 1845–1847 i 1849–1851 – wykopaliska Austena Henry’ego Layarda – odkrycie pałaców i świątyń na cytadeli. W sierpniu 1847 roku pierwsze reliefy wystawione w British Museum.
- 1853–1879 (z przerwami) – prace Hormuzda Rassama, Williama Kennetha Loftusa i George’a Smitha; „dokopywanie” budowli uchwyconych przez Layarda, odkrycie świątyni Nabu.
- 1949–1957 – Max Mallowan – odsłonięcie dalszych części pałacu Aszurnasirpala II i świątyń Ninurty oraz Nabu.
- 1958–1963 – David Oates – odkopanie całego „Fortu Salmanasara”; badanie murów miejskich.
- od 1959 – Iracki Departament Starożytności – wykopaliska na terenie pałacu Aszurbanipala II i świątyń, prace konserwatorskie i rekonstrukcje.
- 1974–1976 – polskie wykopaliska pod kierunkiem Janusza Meuszyńskiego.
- 1987–1989 – misja włoska pod kierunkiem Paolo Fiorina – opracowuje geodezyjnie część dolnego miasta, bada „Fort Salmanasara”
- 1988–1990 – w trakcie wykopalisk prowadzonych przez archeologów irackich odkryto kilka grobów królowych asyryjskich: Jaby, Banitu i Atalii.
- 1989 – misja British Museum (John Curtis) – jeden sezon badań w „Forcie Salmanasara”.

## Polscy archeolodzy w Kalchu (1974–1976)
Ekspedycją Centrum Archeologii Śródziemnomorskiej UW w Kalchu kierował Janusz Meuszyński, a uczestniczyli mgr Antoni Mierzejewski, architekt dr Ryszard Sobolewski, fotograf Waldemar Jerke. Badania archeologiczne polskiego zespołu koncentrowały się na odtworzeniu wystroju reliefowego Pałacu Północno-Zachodniego z IX wieku p.n.e., wzniesionego przez Aszurnasirpala II. Istotą prac było sporządzenie szczegółowych planów architektonicznych pałacu wraz z pełną inwentaryzacją kamiennych płyt i ich fragmentów. Równolegle prowadzono prace w centralnej części cytadeli gdzie odkopano m.in. fragment fasady i bramę monumentalnej budowli, świetnie zachowane lamassu z inskrypcją Tiglat-Pilesera III, pełen naczyń magazyn pałacowy. Prace przerwała tragiczna śmierć Janusza Meuszyńskiego.

## Czasy współczesne
Z potwierdzonych przez rząd iracki doniesień wynika, iż 5 marca 2015 roku uzbrojeni ekstremiści z tzw. Państwa Islamskiego przy użyciu buldożerów przystąpili do niszczenia stanowiska archeologicznego w Nimrud. Czyn ten potępiony został w specjalnym oświadczeniu wydanym następnego dnia przez Irinę Bokową, dyrektora generalnego UNESCO. 12 kwietnia 2015 ekstremiści opublikowali film dokumentujący niszczenie kamiennych artefaktów za pomocą młotów i elektronarzędzi, oraz silną detonację na terenie stanowiska archeologicznego. BBC oceniło, że tak duża siła wybuchu mogła zmieść zabytki z powierzchni ziemi.

## Związki z Biblią
Z asyryjskim miastem Kalchu identyfikowane jest wzmiankowane w Biblii miasto Kalach. Zgodnie z przekazem biblijnym (Rdz 10,8-12) Kalach (hebr. כֶּלַח, gr. Χαλαχ, łac. Chale) miało być jednym z miast wzniesionych w Asyrii przez Nimroda. Od Nimroda, postaci znanej również w tradycji arabskiej, wywodzi się Nimrud (arab. لنمرود), współczesna arabska nazwa stanowiska kryjącego ruiny Kalchu.